# سلسله عشق
سلسله عشق (به هندی: Silsila Hai Pyar Ka) فیلمی محصول سال ۱۹۹۹ و به کارگردانی جاتین-لالیت است. در این فیلم بازیگرانی همچون کاریسما کاپور، چاندراچور سینگ، دنی دنزونگپا، شاکتی کاپور، آریونا ایرانی، آلوک نات، جانی لور، تیکو تالسانیا ایفای نقش کرده‌اند.